# Graphium mandarinus
Graphium mandarinus är en fjärilsart som först beskrevs av Charles Oberthür 1879.  Graphium mandarinus ingår i släktet Graphium och familjen riddarfjärilar. Inga underarter finns listade i Catalogue of Life.

## Bildgalleri

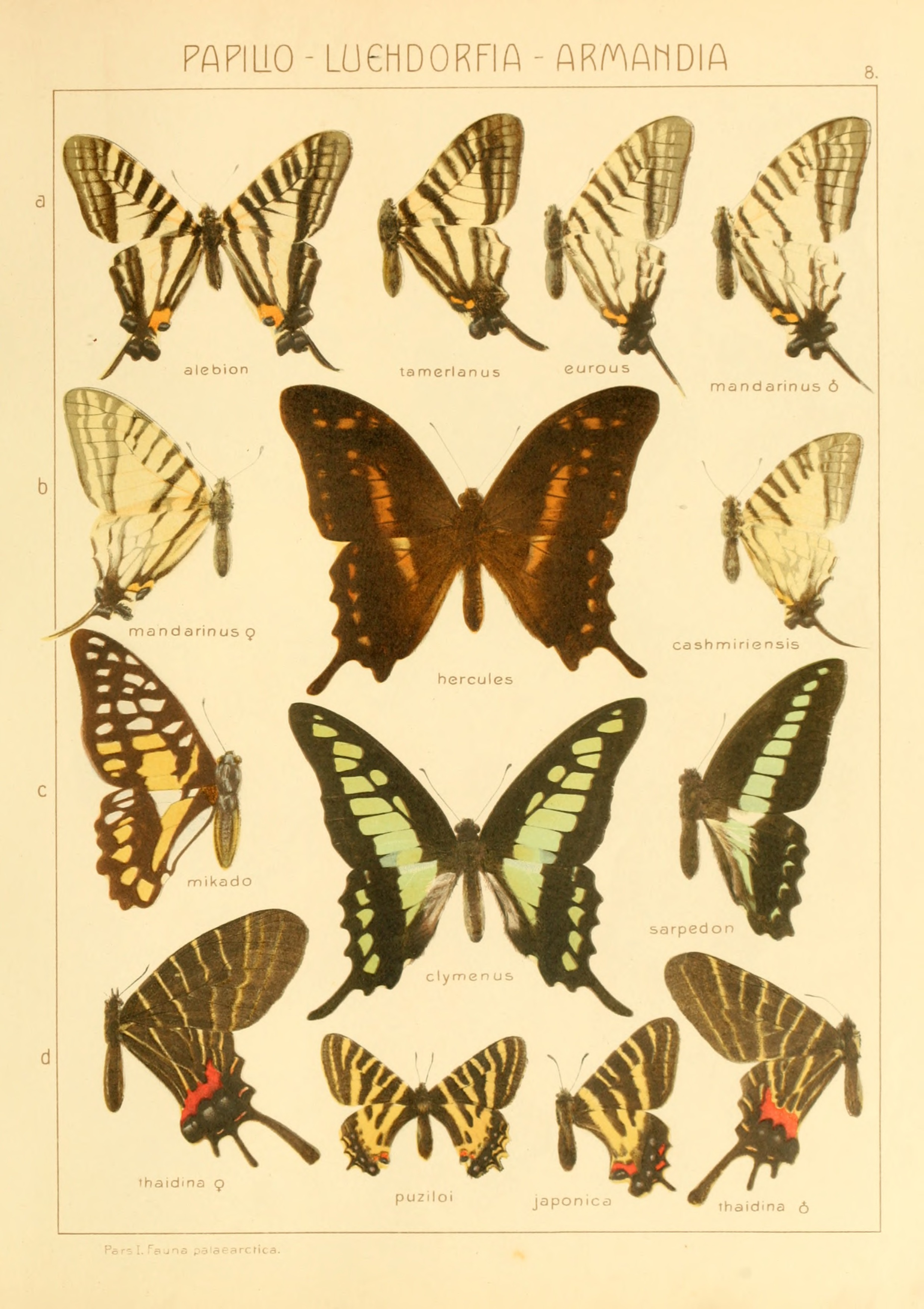
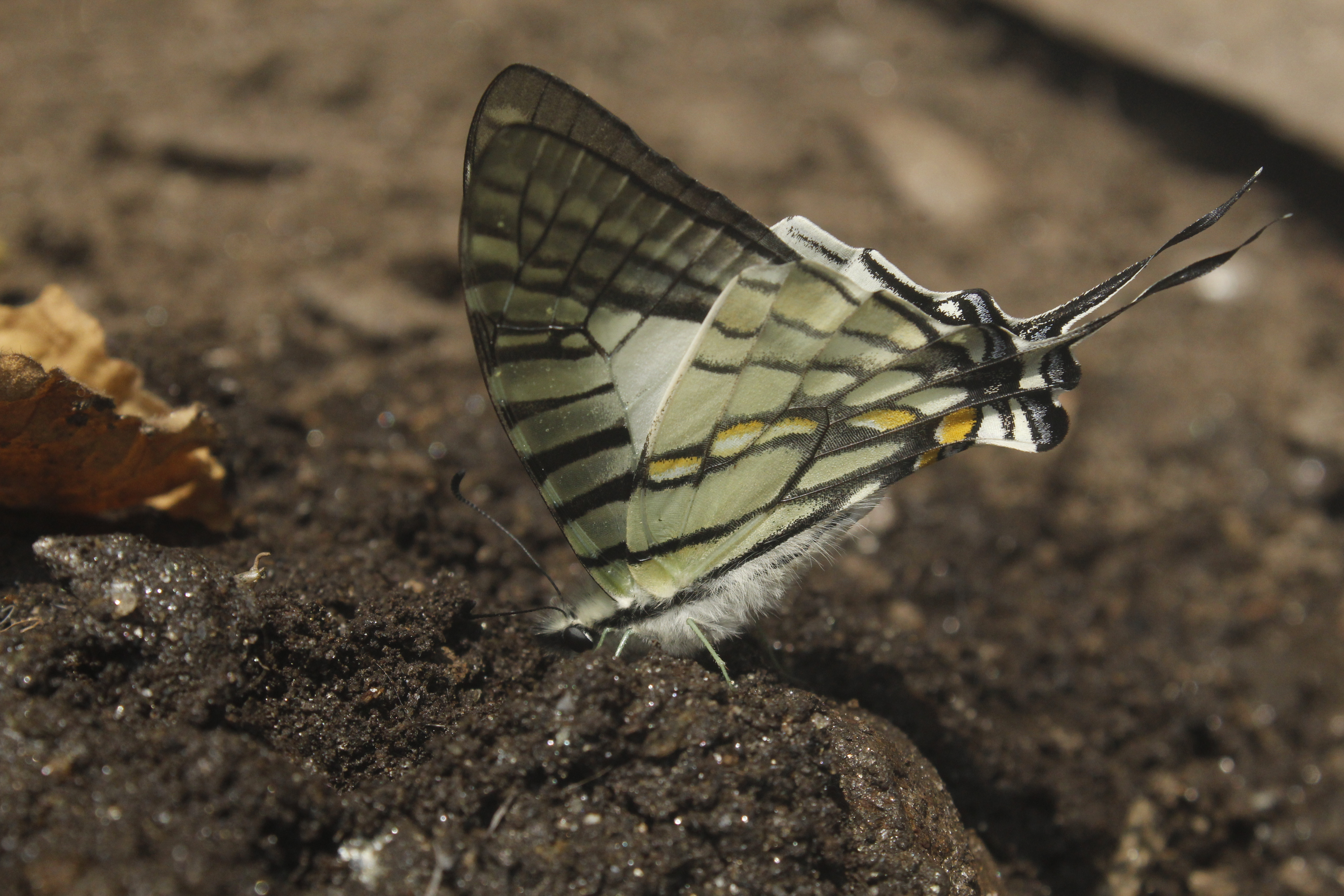